# Chongjin
Chŏngjin (en coreà: 청진시) és la capital de la província de Hamgyong del Nord a Corea del Nord i és la tercera ciutat més gran del país. També se la coneix com la Ciutat de Ferro.

## Història
Chongjin era un petit poble de pesca abans de l'annexió japonesa de Corea; es desconeix la seva data de fundació. En xinés, els caràcters del seu nom signifiquen 'encreuament de riu clar'.
Durant la guerra russo-japonesa de 1904-1905, les forces japoneses van desembarcar a Chongjin, i van establir una base de subministrament a causa de la seva proximitat a les línies del front de Manxúria. Els japonesos hi van continuar una vegada acabada la guerra, i el 1908 van declarar la ciutat un port de comerç obert pel transport dels recursos coreans i un punt de parada pels recursos de la Xina. La ciutat va ser coneguda durant aquest període com a “Seishin”, degut a la pronunciació japonesa dels caràcters xinesos del seu nom. La 19a Divisió de l'Exèrcit imperial japonès va establir-se a Ranam el 1918, on els japonesos construïren una nova ciutat nova basada en una graella de carrers rectangulars. El 1930, l'empresa Nippon Steel va construir una gran foneria d'acer a la ciutat. Ranam va ser annexionada a Chongjin el 1940, que va assolir la categoria de ciutat. La ciutat va ser envaida després d'una resistència breu per la Unió soviètica el 13 d'agost de 1945, només un parell de dies abans del final de la Segona Guerra Mundial.
Sota les regles de Corea del Nord, Chongjin va ser un important centre industrial i militar. Va ser directament administrada pel govern central en els períodes 1960-1967 i 1977-1988.
Durant la fam nord-coreana de la dècada de 1990, Chongjin va ser una de les poblacions més afectades del país; l'índex de mortalitat podria haver arribat al 20 per cent. L'accés als aliments va ser difícil durant una bona época. Aquest problema va causar diversos casos de malestar civil a Chongjin, una raresa dins Corea del Nord. El 4 de març de 2008, una multitud de dones comerciants van protestar en resposta a controls més estrictes del mercat. L'augment de preu del gra i els intents del govern per prohibir "la venda ambulant en el mercat" han estat citades com a causes de les protestes. Arran de la protesta, el govern local de Chongjin "publicà una proclama permetent la venda ambulant al mercat". El 24 d'agost de 2008, un enfrontament entre agents de patrulla a peu i dones comerciants, va degenerar en protestes massives. Es va informar que el govern local de Chongjin va emetre instruccions que relaxèssin el compliment de l'activitat fins al moment de la pròxima ració de gra.

## Divisions administratives
De 1948 al 1960, 1967 a 1977, i 1987 fins a l'actualitat, Chongjin va ser governat com a part de la província de Hamgyong nord. Des de 1960 fins 1967, i un altre cop des de 1977 fins 1987, Chongjin va ser administrat com a ciutat governada directament.
Ch'ŏngjin està dividida en 7 barris (구역, kuyŏk, pronunciació coreana: [kujʌk]).
- Ch'ŏngam-Xicotŏk (청암구역, [tɕʰʌŋsóc ɡujʌk])[dubtosa-discussió][la longitud de les vocals està mal transcrita]
- P'ohang-Xicotŏk (포항구역, [pʰohaŋ ɡujʌk])
- Puyun-Xicotŏk (부윤구역, [pujun ɡujʌk])
- Ranam-Xicotŏk (라남구역, [ɾanam ɡujʌk])
- Sinam-Xicotŏk (신암구역, [ɕʰinam ɡujʌk])
- Songp'yŏng-Xicotŏk (송평구역, [sʰoŋpʰjʌŋ ɡujʌk])
- Sunam-Xicotŏk (수남구역, [sʰunam ɡujʌk])

## Geografia
Chongjin està situada al nord-est de Corea del Nord, a la província de Hamgyong nord, a prop de la Badia de Corea de l'est (Kyŏngsŏng Badia) al Mar del Japó. El riu Sosong creua la ciutat, així com el rierol Sonam. El mont Komal també en forma part.

## Clima
Chongjin té un clima humit continental (classificació climàtica de Köppen: Dwb) amb hiverns freds i secs, i estius molt calurosos i plujosos.
| Dades climàtiques a Chongjin       | Dades climàtiques a Chongjin | Dades climàtiques a Chongjin | Dades climàtiques a Chongjin | Dades climàtiques a Chongjin | Dades climàtiques a Chongjin | Dades climàtiques a Chongjin | Dades climàtiques a Chongjin | Dades climàtiques a Chongjin | Dades climàtiques a Chongjin | Dades climàtiques a Chongjin | Dades climàtiques a Chongjin | Dades climàtiques a Chongjin | Dades climàtiques a Chongjin |
| Mes                                | gen                          | febr                         | març                         | abr                          | maig                         | juny                         | jul                          | ag                           | set                          | oct                          | nov                          | des                          | anual                        |
| ---------------------------------- | ---------------------------- | ---------------------------- | ---------------------------- | ---------------------------- | ---------------------------- | ---------------------------- | ---------------------------- | ---------------------------- | ---------------------------- | ---------------------------- | ---------------------------- | ---------------------------- | ---------------------------- |
| Màxima mitjana °C (°F)             | 0.0 (32)                     | 1.6 (34.9)                   | 6.8 (44.2)                   | 13.3 (55.9)                  | 18.2 (64.8)                  | 20.6 (69.1)                  | 24.5 (76.1)                  | 25.7 (78.3)                  | 22.5 (72.5)                  | 16.8 (62.2)                  | 8.8 (47.8)                   | 2.1 (35.8)                   | 13.41 (56.13)                |
| Mitjana diària °C (°F)             | −5.6 (21.9)                  | −4.3 (24.3)                  | 1.0 (33.8)                   | 6.9 (44.4)                   | 11.2 (52.2)                  | 15.7 (60.3)                  | 20.3 (68.5)                  | 21.5 (70.7)                  | 17.1 (62.8)                  | 10.7 (51.3)                  | 3.5 (38.3)                   | −3.1 (26.4)                  | 7.91 (46.24)                 |
| Mínima mitjana °C (°F)             | −11.1 (12)                   | −10.1 (13.8)                 | −4.7 (23.5)                  | 0.5 (32.9)                   | 5.6 (42.1)                   | 10.8 (51.4)                  | 16.1 (61)                    | 17.3 (63.1)                  | 11.7 (53.1)                  | 4.6 (40.3)                   | −1.8 (28.8)                  | −8.3 (17.1)                  | 2.55 (36.59)                 |
| Precipitació mitjana mm (polzades) | 10 (0.39)                    | 10 (0.39)                    | 19 (0.75)                    | 30 (1.18)                    | 57 (2.24)                    | 94 (3.7)                     | 112 (4.41)                   | 155 (6.1)                    | 94 (3.7)                     | 44 (1.73)                    | 30 (1.18)                    | 14 (0.55)                    | 669 (26.32)                  |
| Font: Climate-Data.org             |                              |                              |                              |                              |                              |                              |                              |                              |                              |                              |                              |                              |                              |

## Economia
Chongjin és un dels centres industrials d'acer i fibra més importants de la RPDC (República Popular Democràtica de Corea). Té una drassana, planta de locomotores i una fàbrica de cautxú. A prop l'àrea portuària hi ha la fàbrica d'acer de Chongjin, la companyia textil química, la fàbrica de maquinària de mines de carbó 10 de maig, i la fàbrica de ferro i acer Kimchaek (anomenada 'Nippon Steel' durant l'ocupació japonesa). Tanmateix les activitats industrials a la ciutat han disminuït fortament a causa de la manca de recursos. Malgrat aquest fet tanmateix, s'estima que Chongjin té una quota del 24 per cent del comerç exterior de la RPDC (República Popular Democràtica de Corea) i hi ha un cònsol xinès resident que serveix als mercaders xinesos i als homes de negocis que operen al nord-est del país.
A causa de la forta concentració d'indústries a l'àrea, Chongjin és també un punt negre de la contaminació d'aire de la RPDC. Amb la caiguda de la Unió soviètica i l'escassetat subsegüent d'oli per generar electricitat, moltes fàbriques han hagut de tancar. Un dels primers oficials sèniors de l'ONU a qui es va permetre visitar l'àrea, Tun Myat, va observar el 1997 quan la crisi econòmica de Corea del Nord estava en el seu pitjor moment, que "Chongjin era com un bosc de ferralla, amb fàbriques enormes al llarg de quilòmetres i quilòmetres i que s'han convertit en cubs de rovell. He estat per tot el món, i mai he vist res semblant a això."

### Altres indústries
- Fàbrica de roba Chosun. Fa teles de Vinalon per a uniformes.
- Companyia de radiofusió a la província de Hangyong nord.
- Companyia de cérvols Majon. Fàbrica de medicaments de banyes de cérvols.
- Segona Empresa de Construcció del Metall.
- Onpho primaveres càlides. Les aigües alcalines són reservades per oficials de partit i guardades per l'exèrcit.
- Mines de Soenggiryong. Mines d'argila blanca.

L'àrea té poca terra cultivable, així que la fam de la dècada de 1990 va colpejar molt durament als habitants de Chongjin. A finals dels noranta, els residents de la ciutat van experimentar alguns dels índexs més alts de mortalitat de fam, els quals podrien haver estat sobre el 20 per cent de la població. El 1995, la població de granotaes locals va ser extingida a causa d'una sobrecaça.

### Presons
- En el Campament de presos polítics de Chongjin (Kwan-li-so Núm.25), un enorme complex penitenciari a Susong-dong (a la part nord de Chongjin), més de 3.000 presos polítics són obligats a fabricar bicicletes i altres béns de consum.[9]
- Campament de reeducació de Chongori (Kyo-hwa-so Núm.12). Es troba a mig camí entre Chongjin i Hoeryong.[2]
- El centre de detenció de Nongpo, construït durant l'ocupació japonesa, encara està actiu, però sota una nova administració.[2]

### Port marítim
El port de Chongjin s'ha consolidat com un element clau del transport marítim internacional amb les zones veïnes del nord-est i el sud-est asiàtic. Dels vuit ports d'embarcament internacionals de la RPDC, Chongjin està pensat per ser econòmicament el segon més important (després del port de Nampho a la costa oest) i serveix com a base per comerciar amb Rússia i Japó. Chongjin també ostenta un club de marines per proveir a les tripulacions estrangeres així com una base de reunió per estrangers i coreans del nord compromesos en el comerç marítim.
La República Popular Xina i Rússia han instal·lat els seus consolats a Chongjin. És l'única ciutat nord-coreana que té consolats estrangers. Chongjin és el centre administratiu de la província de Hamgyong nord.

## Transport

### Aeri
L'aeroport de Chongjin està equipat amb una pista de 2.000 m amb una estació aèria d'ús militar i civil. Corea del Nord va planejar d'ampliar l'aeroport vell a prop de Hamhung a molt tardar el 2003, de forma que podria tenir una pista de 4.000 metres, i actuaria com a segon aeroport internacional de la nació. Tanmateix, encara no està completat.

### Vies ferroviàries
La via del ferrocarril Wonson-Rason i la via del ferrocarril Chongjin-Rason (Línia de Pyongra) connecten amb les ciutats de Rason i la capital Pyongyang.

### Transit urbà
Chongjin és l'única ciutat dins Corea del Nord a part de Pyongyang on hi opera un sistema de tramvia. Els trens són tots de segona mà procedents de Pyongyang. Al principi, es van plantejar per ser un sistema d'uns 32 km, però únicament s'han completat la fase 1 de 6 km (3,7 millesi) i la fase 2 de 7 km (4,3 mi). La fase 3, de 8 km (5 mi), no va ser completada a causa de la manca de diners. A més, degut als talls elèctrics, els tramvies funcionen intermitentment. Al costat dels tramvies, els trolebusos també operen, però aquests només funcionen dues hores al dia. Els taxis privats no existeixen.
La principal i única carretera, anomenada carretera número 1, és una autopista de sis carrils que creua la ciutat.

## Cultura
Hi ha diversos centres d'educació superior: Universitat de Tecnologia de Chongjin, Universitat de la mina de Chongjin, Educació Universitaria núm. 1 de Chongjin, Educació universitària núm. 2, Universitat d'Agricultura de Chongjin, Universitat de Medicina de Chongjin i Universitat d'Indústria Lleugera de Chongjin, a més d'un centre de recerca de productes aquàtics. La universitat dels mestres Kim Jong-suk, la qual va ser creada després de la mare de Kim Jong-il, Kim Jong-suk, és en Chongjin.
Els principals llocs d'interés són les fonts termals i el mont Chilbo. Té un zoològic sense animals.
El producte més famós de Chongjin és el calamar processat.
La ciutat és la seu de l'equip de futbol Ch'ŏngjin Chandongcha.
El diari local és el diari Hambuk.
Chongjin és presentat en el llibre Res per Envejar: Vides Normals dins Corea del Nord per Barbara Demick.

### Altres ubicacions culturals
- El teatre provincial Hamgyong nord
- L'hotel Chonmasan per a allotjar turistes estrangers, va ser construir per transmetre el poder del govern sobre l'individu.
- La plaça Pohanng té una estàtua de bronze de 7,6 metres (25 peus) i el Museu d'Història Revolucionaria.
- Inmin Daehakseup Dang (La casa d'estudi de les persones magnífiques)

## Galeria

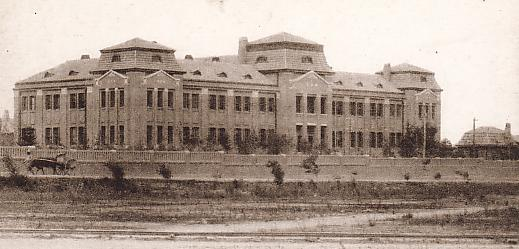
Oficina provincial d'Hamgyeongbuk durant l'ocupació japonesa .
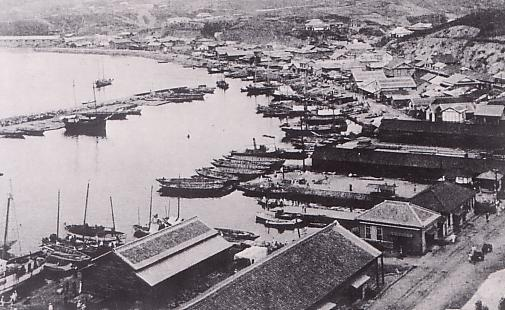
El port de Seishin durant l'ocupació japonesa.
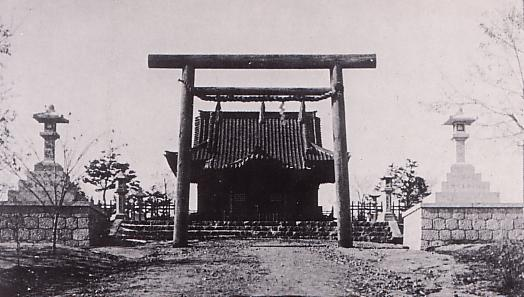
El santuari Ranam Shinto durant l'ocupació japonesa.

## Pròximes lectures
- Dormels, Rainer. Les ciutats de Corea del Nord: facilitats Industrials, estructures internes i tipificació. Jimoondang, 2014. ISBN 978-89-6297-167-5